# Clytoctantes
Clytoctantes es un género de aves paseriformes perteneciente a la familia Thamnophilidae que agrupa a dos especies nativas de Sudamérica, donde se distribuyen en el norte de Colombia y noroeste de Venezuela y en el suroeste de la Amazonia brasileña. A sus miembros se les conoce por el nombre común de bataráes u hormigueros.

## Etimología
El nombre genérico «Clytoctantes» se compone de las palabras del griego «klutos» que significa ‘renombrado’, ‘noble’, y «ktantes» que significa ‘matador’, ‘asesino’.

## Características
Los bataráes de este género son aves medianas, midiendo alrededor de 17 cm de longitud. Son muy raros y muy poco conocidos. Posiblemente estén más próximamente relacionados con Neoctantes niger. Tienen el pico muy característico, grande, lateralmente comprimido y con la mandíbula inferior curvada hacia arriba. La garra posterior es larga y curvada. Los machos son de color gris oscuro a negro y las hembras son rufo castaño. Habitan en el denso sotobosque en bordes de selvas húmedas.

## Lista de especies
Según las clasificaciones del Congreso Ornitológico Internacional (IOC)  y Clements Checklist/eBird, el género agrupa a las siguientes especies con el respectivo nombre popular de acuerdo con la Sociedad Española de Ornitología (SEO):
| Imagen | Nombre científico        | Autor                         | Nombre común       | EC (*) |
| ------ | ------------------------ | ----------------------------- | ------------------ | ------ |
|        | Clytoctantes alixii      | Elliot, 1870                  | batará piquicurvo  | EN     |
|        | Clytoctantes atrogularis | Lanyon, Stotz & Willard, 1990 | batará de Rondonia | VU     |

(*) Estado de conservación

## Estado de conservación
El batará piquicurvo ha sido calificado como «amenazado de extinción» por la Unión Internacional para la Conservación de la Naturaleza (IUCN), la especie no era avistada desde 1965 hasta que fue redescubierto en 2004 en la Serranía del Perijá. El batará de Rondonia, descrito apenas en 1991, es considerado «vulnerable».